# Emma Lehmer
Emma Markovna Lehmer, nata Trockaja (in russo Эмма Марковна Троцкая?; Samara, 6 novembre 1906 – Berkeley, 7 maggio 2007), è stata una matematica russa naturalizzata statunitense nota per il suo lavoro sulle leggi di reciprocità nella teoria algebrica dei numeri.
Si occupava preferenzialmente di campi numerici complessi e di numeri interi, piuttosto che degli aspetti più astratti della teoria.

## Biografia
Emma Trockaja nacque a Samara, nell'impero russo, ma il lavoro di suo padre come rappresentante presso un'azienda di zucchero russa fece trasferire la sua famiglia ad Harbin, in Cina nel 1910.

### Formazione e vita privata
Trockaja fu istruita a casa fino all'età di 14 anni, quando fu aperta una scuola a livello locale. Riuscì a recarsi negli Stati Uniti per la sua istruzione superiore.
All'Università di Berkeley, iniziò a studiare ingegneria nel 1924, ma trovò la sua nicchia nella matematica. Uno dei suoi professori era Derrick N. Lehmer, il teorico dei numeri noto per il suo lavoro sulle tabelle dei numeri primi e sulle fattorizzazioni. Mentre lavorava per lui a Berkeley alla ricerca di pseudoquadrati, conobbe suo figlio, il suo futuro marito Derrick H. Lehmer. Dopo essersi laureata con lode in Matematica nel 1928, Trockaja sposò nello stesso anno il giovane Lehmer, figlio a sua volta di un matematico. Si trasferirono alla Università Brown, dove Trockaja Lehmer conseguì il Master of Science con la tesi A numerical function applied to cyclotomy ("Una funzione numerica applicata alla ciclotomia", in seguito pubblicata nel Bollettino della American Mathematical Society) e Derrick Lehmer il suo Ph.D., entrambi nel 1930. La donna non conseguì un dottorato, sostenendo che non conferisse molti vantaggi. Secondo altre fonti, nel 1930 ottenne invece proprio il dottorato.
I Lehmer ebbero due figli, Laura (nel 1932) e Donald (nel 1934). Rimase vedova nel 1991.

### Contributi
Pur iniziando a lavorare insieme a suo marito e suo suocero, Lehmer portò avanti lavori matematici indipendenti, per esempio una traduzione dal russo all'inglese del libro Topological Groups di Pontrjagin. Lavorò a stretto contatto con suo marito su molti progetti; 21 delle sue 56 pubblicazioni furono un lavoro congiunto con lui. Le sue ricerche riguardavano principalmente la teoria dei numeri e il calcolo, con particolare attenzione alle leggi di reciprocità, ai numeri primi speciali e alle congruenze.
Dimostrò che esistevano infiniti pseudoprimi di Fibonacci.
Paul Halmos, nel suo libro I want to be a mathematician: An automathography, scrisse sulla traduzione di Lehmer dei Gruppi topologici di Pontrjagin: «Ho letto la traduzione inglese della signora Lehmer (di solito indicata come Emma Lemma)...». Diverse pubblicazioni successive hanno ripetuto il riferimento di Halmos per rafforzare il significato della traduzione di Lehmer.
Durante la seconda guerra mondiale, fu autrice dell'articolo "Simplified Rule for Determining Spacing in Train Bombing on Stationary Targets" e coautrice di altri tre articoli per il Laboratorio di Statistica dell'Università della California.
Con suo marito, co-fondò la conferenza West Coast Number Theory.
Dopo la morte del marito nel 1991, portò a termine numerosi lavori di quest'ultimo, confermando la propria versalità.
Emma e Derrick Lehmer hanno entrambi il numero di Erdős 2, poiché nel 1964 pubblicarono un documento congiunto con John Brillhart sui limiti dei residui di potere consecutivi, e Brillhart pubblicò un articolo sulla sequenza Rudin-Shapiro con Erdős e Morton nel 1983.